# Lecionário 3
O Lecionário 3 (designado pela sigla ℓ 3 na classificação de Gregory-Aland) é um antigo manuscrito do Novo Testamento. Paleograficamente datado do Século XI d.C..
Este codex contém lições dos evangelhos de Mateus, Lucas e João, mas com algumas lacunas. Contém toda a doutrina da Martirologia.. Foi escrito em grego, e actualmente se encontra no Lincoln College (Gr. II. 15) em Oxford.